# Agapetus arcita
Agapetus arcita là một loài Trichoptera trong họ Glossosomatidae. Chúng phân bố ở miền Tân bắc.